# 聖克魯斯 (智利)

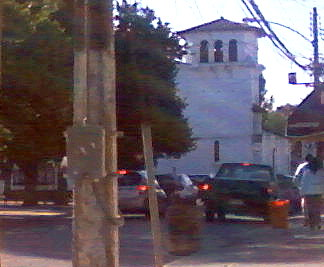

聖克魯斯是智利的城鎮，位於該國中部，由奧伊金斯將軍解放者大區的科爾查瓜省負責管轄，面積419平方公里，海拔高度173米，2002年人口32,387，人口密度每平方公里77.3人。

## 外部連結
- （西班牙文） Municipality of Santa Cruz （页面存档备份，存于）
- （西班牙文） Santa Cruz Chile （页面存档备份，存于）